# Тангайл (округ)
Тангайл (бенг. টাঙ্গাইল জেলা, англ. Tangail District) — округ в центральной части Бангладеш, в области Дакка. Образован в 1969 году. Административный центр — город Тангайл. Площадь округа — 3424 км². По данным переписи 2001 года население округа составляло 3 253 961 человек. Уровень грамотности взрослого населения составлял 29,6 %, что значительно ниже среднего уровня по Бангладеш (43,1 %). 91,52 % населения округа исповедовало ислам, 7,86 % — индуизм.

## Административно-территориальное деление
Округ состоит из 12 подокругов (upazilas):
1. Тангайл-Садар (Тангайл)
2. Басайл (Басайл)
3. Сакхипур (Сакхипур)
4. Мадхупур (Мадхупур)
5. Гхатайл (Гхатайл)
6. Калихати (Калихати)
7. Нагарпур (Нагарпур)
8. Мирзапур (Мирзапур)
9. Гопалпур (Гопалпур)
10. Делдуар (Делдуар)
11. Бхуапур (Бхуапур)
12. Дханбари (Дханбари)